# Fjalar
Fjalar – imię kilku postaci w mitologii nordyckiej, oznaczające „oszusta” lub „ukrywającego”.
Pierwszym był piękny czerwony kogut, który swoim pianiem miał obwieścić olbrzymom początek Ragnaröku, gdy Eggthér zagra na swojej harfie.
Z kolei poemat Hárbarðsljóð (wchodzący w skład Eddy starszej) wspomina Fjalara w rozmowie Odyna z Thorem, odnosząc się najprawdopodobniej do olbrzyma Skrymira; w tym wypadku może to być nie imię, a określenie odnoszące się do zdolności Skrymira do zmieniania kształtów.
Kolejną, najważniejszą z postaci o tym imieniu, był karzeł, brat Galara. Razem z bratem zabili Kvasera, a z jego krwi stworzyli miód poezji. Fjalara wymienia Völuspá w swoim katalogu karłów. Poemat Hávamál mówi o Fjalarze Mądrym, którego piwem upija się narrator (prawdopodobnie Odyn). Może to być odniesienie do miodu poezji, i w takim wypadku ten Fjalar byłby tożsamy z karłem, wytwórcą miodu.